# المصحات (كتاب)
المصحات (بالإنجليزية: Asylums)‏ هي كتاب باللغة الإنجليزية نشر عام 1961، وهو مجموعة من أربع مقالات للكاتب وعالم الاجتماعي الأمريكي إرفنغ غوفمان.
والعنوان الكامل للكتاب – «ملاجئ: مقالات حول الوضع الاجتماعي للمرضى العقليين والسجناء الآخرين».

## الموضوع
ألف غوفمان الكتاب استناداً إلى عمله الميداني مؤسسة عقلية في واشنطن العاصمة، بموجب منحة من المعهد الوطني للصحة العقلية.